# Bertha Steedman

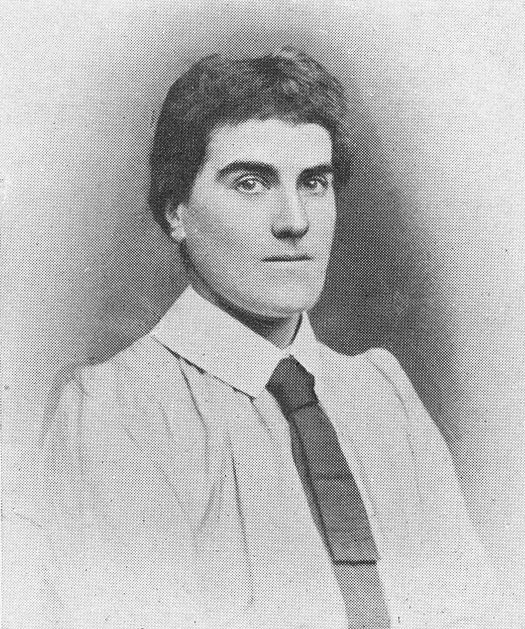
Steedman (vor 1903)

Bertha Steedman (* 1865 in Ercall Magna; † 11. Januar 1945 in Seaford) war eine britische Tennisspielerin aus England.

## Karriere
Steedman gewann bei den All England Championships im Doppel zwischen 1889 und 1899 sieben Titel, 1889 und 1890 jeweils an der Seite ihrer Schwester Mary Steedman. Von 1893 bis 1897 war Blanche Bingley ihre Partnerin, bei ihren letzten Siegen 1898 und 1899 Ruth Durlacher. Ihr Erfolg im Doppel war darin begründet, dass Steedman mit ihrer Schwester Mary als eine der ersten bei den Damen Volleys einsetzte.
Im Einzel erreichte sie in Wimbledon von 1889 bis 1892 sowie 1899 das Halbfinale. Bei ihrer letzten Turnierteilnahme im Jahr 1902 schied sie im Viertelfinale aus.